# Астерикс
Астери́кс из Га́ллии (фр. Astérix) — вымышленный галл и главный герой ряда европейских комиксов, десяти мультфильмов и пяти комедийных художественных фильмов, входящих в цикл «Астерикс и Обеликс» (фр. «Astérix et Obélix»). В этих произведениях Астерикс и его лучший друг Обеликс, пользуясь волшебным зельем, сваренным друидом Панорамиксом, ведут борьбу с римлянами во главе с Цезарем, вторгнувшимися в Галлию, причём героям приходится путешествовать по разным странам и регионам, как европейским (Британия, Греция, Испания, Италия, Швейцария, Бельгия, Каледония), так и более экзотическим (Египет, Америка, Ближний Восток, Индия, Атлантида, Барбарикон).
33 основные книги и сборники комиксов ныне переведены более чем на 100 различных языков (включая латынь и древнегреческий) и диалектов. Астерикс пользуется популярностью в большинстве европейских стран, а также в Канаде, Австралии, Новой Зеландии, Индии, Индонезии, Сингапуре, Кении, ЮАР, Бразилии, Аргентине, Уругвае и Колумбии. Популярность Астерикса объясняется тем, что этот образ соответствует требованиям зрителей и читателей вне зависимости от их возраста и национальности: визуальные гэги забавляют детей, тогда как для взрослых предназначены шутки, основанные на игре слов (например, в именах главных героев) и пародировании современности.
Первый комикс об Астериксе, созданный французским художником Альбером Удерзо и писателем Рене Госинни, появился в журнале «Пилот» в 1959 году. Там же появились друг Астерикса Обеликс и пёс Идефикс — «идея фикс» (в англоязычной версии — Догматикс). В 1961 году вышла первая книга-сборник комиксов об Астериксе, «Астерикс из Галлии».
Авторы комикса придумали такое имя намеренно, чтобы он начинался на «А», тем самым всегда находясь в первых строчках каталогов комиксов. Имя «Астерикс» — забавно искажённое на кельтский манер (ср. Верцингеторикс) слово «астериск» (в комиксах об Астериксе окончание имён обычно указывает на этническую принадлежность персонажа). Астерикс низок ростом, усат и носит крылатый шлем.
В кино роль Астерикса сыграли Кристиан Клавье (в фильмах «Астерикс и Обеликс против Цезаря» и «Астерикс и Обеликс: Миссия Клеопатра»), Кловис Корньяк («Астерикс на Олимпийских играх»), Эдуард Баэр («Астерикс и Обеликс в Британии») и Гийом Кане («Астерикс и Обеликс: Поднебесная»). На протяжении долгих лет голосом Астерикса считался Роже Карель, однако в 2018 году с выходом мультфильма «Астерикс и тайное зелье» Астерикса уже озвучил Кристиан Клавье.
В 2014 году вышел компьютерный мультфильм «Астерикс и земля Богов». Это первый мультфильм про Астерикса и Обеликса, сделанный в формате 3D.
В честь Астерикса были названы первый французский спутник, запущенный в 1965 году, и астероид (29401) Астерикс, открытый в 1996 году. Ему также посвящён тематический детский парк развлечений (Парк Астерикс).

## Комиксы
С 1 по 24, а также 32 и 34 комиксы были изданы «Госсинни и Удерзо». Комиксы с 25 по 31 и 33 были созданы Удерзо. С 35 номера над комиксами работают Жан-Ив Ферри и Дидье Конрад. Указаны годы первоначального выпуска комиксов во Франции.
| №  | Название | Дата выпуска                                        | Издание     | Сценарист     | Художник      | Сюжет | Действия происходят                 |
| -- | --- | --------------------------------------------------- | ----------- | ------------- | ------------- | --- | ----------------------------------- |
| 1  | Астерикс Галл/Астерикс из Галлии (фр. Astérix le Gaulois, англ. Asterix the Gaul)                                                                | Июль 1961 г.                                        | Dargaud     | Рене Госинни  | Альбер Удерзо | Римляне обнаруживают, что секрет силы галлов — это волшебное зелье, сваренное друидом Панорамиксом, поэтому они решают схватить друида и вытянуть из него рецепт. Спасение Панорамикса зависит от Астерикса и его смекалки. | Деревня Астерикса (без путешествий) |
| 2  | Золотой Серп (фр. La Serpe d'or, англ. Asterix and the Golden Sickle)                                                                            | Июль 1962 г.                                        | Dargaud     | Рене Госинни  | Альбер Удерзо | Серп Панорамикса ломается, поэтому Астерикс и Обеликс добровольно отправляются в Лютецию, чтобы купить новый. Но есть таинственная нехватка серпов, в которой наши герои должны разобраться. | Лютеция (Париж)                     |
| 3  | Астерикс и Готы (фр. Astérix et les Goths, англ. Asterix and the Goths)                                                                          | Июль 1963 г.                                        | Dargaud     | Рене Госинни  | Альбер Удерзо | Друид Панорамикс захвачен племенем готов, и Астериксу и Обеликсу предстоит спасти его. | Германия                            |
| 4  | Астерикс Гладиатор (фр. Astérix gladiateur, англ. Asterix the Gladiator)                                                                         | Июль 1964 г.                                        | Dargaud     | Рене Госинни  | Альбер Удерзо | Префект Галлии, захватывает Какофоникса и отправляет его в качестве подарка Цезарю. Не впечатленный Какофониксом, Цезарь приказывает бросить его львам в Циркус Максимус. Астерикс и Обеликс путешествуют автостопом до Рима, где они должны стать гладиаторами, чтобы спасти его. | Рим                                 |
| 5  | Тур Астерикса по Галлии / Пробег по Галлии (Большой пир) (фр. Le Tour de Gaule d'Astérix, англ. Asterix and the Banquet)                         | Январь 1965 г.                                      | Dargaud     | Рене Госинни  | Альбер Удерзо | Не сумев завоевать деревню, римляне решают изолировать ее, построив частокол. Чтобы убрать его, Астерикс заключает с римлянами пари, что он и Обеликс смогут проехать через Галлию и вернуться в деревню с различными галльскими деликатесами, и римляне не смогут их остановить. Маршрут является параллелью современной велогонки Тур де Франс. Именно в этом приключении Обеликс получает свою собаку, Идефикса. | Деревня Астерикса (без путешествий) |
| 6  | Астерикс и Клеопатра (фр. Astérix et Cléopâtre, англ. Asterix and Cleopatra)                                                                     | Июль 1965 г.                                        | Dargaud     | Рене Госинни  | Альбер Удерзо | |                                     |
| 7  | Поединок вождей (Большая битва) (фр. Le combat des chefs, англ. Asterix and the Big Fight)                                                       | Январь 1966 г.                                      | Dargaud     | Рене Госинни  | Альбер Удерзо | |                                     |
| 8  | Астерикс в Британии (фр. Astérix chez les Bretons, англ. Asterix in Britain)                                                                     | Июль 1966 г.                                        | Dargaud     | Рене Госинни  | Альбер Удерзо | |                                     |
| 9  | Астерикс и Норманны (фр. Astérix et les Normands, англ. Asterix and the Normans)                                                                 | Октябрь 1966 г.                                     | Dargaud     | Рене Госинни  | Альбер Удерзо | |                                     |
| 10 | Астерикс Легионер (фр. Astérix légionnaire, англ. Asterix the Legionary)                                                                         | Июль 1967 г.                                        | Dargaud     | Рене Госинни  | Альбер Удерзо | |                                     |
| 11 | Арвернский щит (Щит вождя) (фр. Le bouclier Arverne, англ. Asterix and the Chieftain's Shield)                                                   | Январь 1968 г.                                      | Dargaud     | Рене Госинни  | Альбер Удерзо | |                                     |
| 12 | Астерикс на Олимпийских Играх (фр. Astérix aux Jeux Olympiques, англ. Asterix at the Olympic Games)                                              | Июль 1968 г.                                        | Dargaud     | Рене Госинни  | Альбер Удерзо | |                                     |
| 13 | Астерикс и Котелок (фр. Astérix et le chaudron, англ. Asterix and the Cauldron)                                                                  | Январь 1969 г.                                      | Dargaud     | Рене Госинни  | Альбер Удерзо | |                                     |
| 14 | Астерикс в Испании (фр. Astérix en Hispanie, англ. Asterix in Spain)                                                                             | Октябрь 1969 г.                                     | Dargaud     | Рене Госинни  | Альбер Удерзо | |                                     |
| 15 | Раздор (Римский агент) (фр. La Zizanie, англ. Asterix and the Roman Agent)                                                                       | Апрель 1970 г.                                      | Dargaud     | Рене Госинни  | Альбер Удерзо | |                                     |
| 16 | Астерикс в Швейцарии (фр. Astérix chez les Helvètes, англ. Asterix in Switzerland)                                                               | Октябрь 1970 г.                                     | Dargaud     | Рене Госинни  | Альбер Удерзо | |                                     |
| 17 | Обитель богов (фр. Le Domaine des dieux, англ. The Mansions of the Gods)                                                                         | Октябрь 1971 г.                                     | Dargaud     | Рене Госинни  | Альбер Удерзо | |                                     |
| 18 | Лавровый венок Цезаря (фр. Les Lauriers de César, англ. Asterix and the Laurel Wreath)                                                           | Январь 1972 г.                                      | Dargaud     | Рене Госинни  | Альбер Удерзо | |                                     |
| 19 | Предсказатель (фр. Le Devin, англ. Asterix and the Soothsayer)                                                                                   | Октябрь 1972 г.                                     | Dargaud     | Рене Госинни  | Альбер Удерзо | |                                     |
| 20 | Астерикс на Корсике (фр. Astérix en Corse, англ. Asterix in Corsica)                                                                             | Апрель 1973 г.                                      | Dargaud     | Рене Госинни  | Альбер Удерзо | |                                     |
| 21 | Подарок Цезаря (фр. Le Cadeau de César, англ. Asterix and Caesar's Gift)                                                                         | Июль 1974 г.                                        | Dargaud     | Рене Госинни  | Альбер Удерзо | |                                     |
| 22 | Великое плавание (фр. La Grande traversée, англ. Asterix and the Great Crossing)                                                                 | Июль 1975 г.                                        | Dargaud     | Рене Госинни  | Альбер Удерзо | |                                     |
| 23 | Обеликс и компания (фр. Obélix et Compagnie, англ. Obelix and Co.)                                                                               | Апрель 1976 г.                                      | Dargaud     | Рене Госинни  | Альбер Удерзо | |                                     |
| 24 | Астерикс в Бельгии (фр. Astérix chez les Belges, англ. Asterix in Belgium)                                                                       | Январь 1979 г.                                      | Dargaud     | Рене Госинни  | Альбер Удерзо | |                                     |
| 25 | Большой ров (фр. Le Grand fossé, англ. Asterix and the Great Divide)                                                                             | Апрель 1980 г.                                      | Albert René | Альбер Удерзо | Альбер Удерзо | |                                     |
| 26 | Одиссея Астерикса (Астерикс и Чёрное золото) (фр. L'Odyssée d'Astérix, англ. Asterix and the Black Gold)                                         | Октябрь 1981 г.                                     | Albert René | Альбер Удерзо | Альбер Удерзо | |                                     |
| 27 | Астерикс и Сын (фр. Le Fils d'Astérix, англ. Asterix and Son)                                                                                    | Октябрь 1983 г.                                     | Albert René | Альбер Удерзо | Альбер Удерзо | |                                     |
| 28 | Астерикс и Волшебный ковёр (фр. Astérix chez Rahazade, англ. Asterix and the Magic Carpet)                                                       | Октябрь 1987 г.                                     | Albert René | Альбер Удерзо | Альбер Удерзо | |                                     |
| 29 | Роза и меч (Секретное оружие) (фр. La Rose et le glaive, англ. Asterix and the Secret Weapon)                                                    | Октябрь 1991 г.                                     | Albert René | Альбер Удерзо | Альбер Удерзо | |                                     |
| 30 | Галера Обеликса (Астерикс и Обеликс в море) (фр. La Galère d'Obélix, англ. Asterix and Obelix All at Sea)                                        | Июль 1996 г.                                        | Albert René | Альбер Удерзо | Альбер Удерзо | |                                     |
| 31 | Астерикс и Актриса (фр. Astérix et Latraviata, англ. Asterix and the Actress)                                                                    | Март 2001 г.                                        | Albert René | Альбер Удерзо | Альбер Удерзо | |                                     |
| 32 | Астерикс возвращается в школу (фр. Astérix et la rentrée gauloise, англ. Asterix and the Class Act)                                              | Январь1993 г. (Специальное издание), Август 2003 г. | Albert René | Рене Госинни  | Альбер Удерзо | |                                     |
| 33 | Небо падаем им на головы (Астерикс и Падающее небо) (фр. Le ciel lui tombe sur la tête, англ. Asterix and the Falling Sky)                       | Октябрь 2005 г.                                     | Albert René | Альбер Удерзо | Альбер Удерзо | |                                     |
| 34 | День рождения Астерикса и Обеликса - Золотая книга (фр. L'Anniversaire d'Astérix et Obélix - le Livre d'Or, англ. Asterix and Obelix's Birthday) | Октябрь 2009 г.                                     | Albert René | Рене Госинни  | Альбер Удерзо | |                                     |
| 35 | Астерикс и Пикты (фр. Astérix chez les Pictes, англ. Asterix and the Picts)                                                                      | Октябрь 2013 г.                                     | Albert René | Жан-Ив Ферри  | Дидье Конрад  | |                                     |
| 36 | Астерикс и Потерянный свиток (фр. Le Papyrus de César, англ. Asterix and the Missing Scroll)                                                     | Октябрь 2015 г.                                     | Albert René | Жан-Ив Ферри  | Дидье Конрад  | |                                     |
| 37 | Астерикс и Гонки на колесницах (фр. Astérix et la Transitalique, англ. Asterix and the Chariot Race)                                             | Октябрь 2017 г.                                     | Albert René | Жан-Ив Ферри  | Дидье Конрад  | |                                     |
| 38 | Дочь Верцингеторикса (фр. La Fille De Vercingétorix, англ. Asterix and the Chieftain's Daughter)                                                 | Октябрь 2019 г.                                     | Albert René | Жан-Ив Ферри  | Дидье Конрад  | |                                     |
| 39 | Астерикс и Грифон (фр. Asterix et le Griffon, англ. Asterix and the Griffin)                                                                     | Октябрь 2021 г.                                     | Albert René | Жан-Ив Ферри  | Дидье Конрад  | |                                     |
| 40 | Астерикс и Белый Ирис (фр. L'Iris blanc, англ. Asterix and the White Iris)                                                                       | Октябрь 2023 г.                                     | Albert René | Фэбкоро       | Дидье Конрад  | |                                     |
| 41 | Астерикс в Лузитании (фр. Astérix en Lusitanie, англ. Asterix in Lusitania)                                                                      | Октябрь 2025 г.                                     | Albert René | Фэбкоро       | Дидье Конрад  | |                                     |

## Фильмы

### Анимационные
- 1967 — «Астерикс из Галлии» (Astérix le Gaulois)
- 1968 — «Астерикс и Клеопатра» (Astérix et Cléopâtre)
- 1976 — «Двенадцать подвигов Астерикса» (Les Douze Travaux d’Astérix)
- 1985 — «Астерикс против Цезаря» (Astérix et la Surprise de César)
- 1986 — «Астерикс в Британии» (Astérix chez les Bretons)
- 1989 — «Большой бой Астерикса» (Astérix et le Coup du Menhir)
- 1994 — «Астерикс завоёвывает Америку» (Astérix et les Indiens)
- 2006 — «Астерикс и викинги» (Astérix et les Vikings)
- 2014 — «Астерикс: Земля Богов» (Astérix et la terre des dieux)
- 2018 — «Астерикс и тайное зелье» (Astérix: Le secret de la potion magique)
- 2026 — «Астерикс: Королевство Нубия» (Astérix: Le Royaume de Nubie)

### Мультсериалы
- 2020 — «Идефикс и неукротимые» (Idéfix et les irréductibles)[1]
- 2025 — «Астерикс и Обеликс: Поединок вождей» (Astérix & Obélix: Le Combat des Chefs)  [2]

### Фильмы
В серии игровых фильмов роль Обеликса в четырёх картинах исполнил Жерар Депардьё, а в пятой — Жиль Лелуш. Роль Астерикса в первых двух картинах исполнил Кристиан Клавье, в третьей — Кловис Корньяк, в четвёртой — Эдуард Баэр, а в пятой — Гийом Кане.
- 1999 — «Астерикс и Обеликс против Цезаря» (Astérix et Obélix contre César)
- 2002 — «Астерикс и Обеликс: Миссия Клеопатра» (Astérix & Obélix: Mission Cléopâtre)
- 2008 — «Астерикс на Олимпийских играх» (Astérix aux Jeux Olympiques)
- 2012 — «Астерикс и Обеликс в Британии» (Astérix et Obélix: Au Service de Sa Majesté)
- 2023 — «Астерикс и Обеликс: Поднебесная» (Astérix et Obélix: L’Empire du Milieu)

## Видеоигры
- 1995 — Asterix and the Power of the Gods («Астерикс и сила богов»)
- 2000 — The Gallic War («Галльская война»)
- 2001 — Asterix Mega Madness («Астерикс: Мегабезумие»)
- 2004 — Asterix & Obelix XXL
- 2005 — Asterix & Obelix XXL 2: Mission: Las Vegum («Астерикс и Oбеликс XXL 2: Миссия „Лас Вегум“»)
- 2007 — Asterix at the Olympic Games («Астерикс на Олимпийских играх»)
- 2019 — Asterix & Obelix XXL 3: The Crystal Menhir («Астерикс и Oбеликс XXL 3: Хрустальный менгир»)